# 1 Gwardyjski Pułk Lotnictwa Myśliwskiego
1 Gwardyjski Pułk Lotnictwa Myśliwskiego odznaczony Orderami Czerwonej Gwardii, Czerwonego Sztandaru, Lenina i Kutuzowa – oddział wojsk lotniczych Armii Czerwonej i Armii Radzieckiej.
Wcześniejsza nazwa pułku: 29 Pułk Lotnictwa Myśliwskiego odznaczony Orderem Czerwonego Sztandaru (ros.: 29 Краснознаменный истребительный авиационный полк). Numer poczty polowej 49701.
12.1938-04.1939 29 plm został sformowany w ramach 2 Samodzielnej Armii we wsi Pozdiejewka obwód amurski, na bazie 1 Eskadrylli Lotnictwa Myśliwskiego w składzie czterech eskadr (rozkaz WWS OKDWA Nr 00115 z 05 grudnia 1938). Pułk wszedł w skład 50 Brygady Lotniczej. 
15 czerwca 1941 rozpoczęto przebazowanie na zachód.
12 lipca 1941 w składzie 31 Mieszanej Dywizji Lotniczej Frontu Północno-Zachodniego pułk rozpoczął działania bojowe przeciwko Niemcom i ich sojusznikom, wykorzystując samoloty I-16 i I-153.
18 lipca 1941 miało miejsce pierwsze udokumentowane zwycięskie starcie powietrzne: mł. por. Juchimowicz na I-16 w rejonie Seliżarowo strącił niemiecki bombowiec Ju-87. 
Pod koniec września 1941 1 plm przekazał 1 eskadryllę z samolotami I-16 do 127 plm Frontu Leningradzkiego.
01 października 1941 pułk wchodzi w skład sił powietrznych Frontu Zachodniego.
09 listopada 1941 pułk zostaje za zasługi w walkach z Niemcami udekorowany Orderem Lenina.
14 listopada 1941 pułk zostaje przedyslokowany na tyły celem dokompletowania i przekwalifikowania. 
19 listopada 1941 – 27 listopada 1941 w 27 Zapasowym Pułku Lotnictwa Myśliwskiego Archangielskiego Okręgu Wojskowego (Kadnikow, obwód wołogodzki) pułk zostaje przeszkolony do obsługi amerykańskich myśliwców Tomahawk. Jedna eskadryla (11 pilotów z doświadczeniem bojowym) stanowi zalążek nowo formowanego 731 Pułku Lotnictwa Myśliwskiego.
6 grudnia 1941 za obronne walki pod Moskwą rozkazem Ludowego Komisariatu Obrony ZSRR Nr 347 29 plm zostaje przekształcony w 1 Gwardyjski Pułk Lotnictwa Myśliwskiego.
Od 9 grudnia 1941 do 8 stycznia 1942 w 17 Zapasowym Pułku Lotniczym Uralskiego Okręgu Wojskowego (Mołotow) przezbrojono się na angielskie samoloty Hawker Hurricane.
27 stycznia 1942 pułk wszedł w skład 2 Rezerwowej Brygady Lotniczej i został przeniesiony do Moskiewskiego OW na lotnisko Czkałowskie.
21 lutego 1942 przeszedł do Frontu Kalinińskiego i 14 marca 1942 przystąpił do działań bojowych. 
24 marca 1942 pułk otrzymał 4 myśliwce MiG-3 z 10 plm, a 5 kwietnia - samoloty Hurricane ze 185 plm; w czerwcu 1942 nie przerywając lotów bojowych został przezbrojony w samoloty Jak-1.

## Dowódcy pułku
Źródło:
- 15 czerwca 1941 – 14 lipca 1941: mjr Dmitrij Leszko
- 16 lipca 1941 – 17 lipca 1942: cz.p.o, mjr Aleksiej Judakow
- 17 lipca 1942 – 10 grudnia 1942: cz.p.o. Aleksandr Zotow
- 10 grudnia 1942 – 22 stycznia 1943: mjr Piotr Łowginow (poległ)
- 23 stycznia 1943 – 24 marca 1943: cz.p.p. mjr Iwan Dziuba
- 24 kwietnia 1943 – 27 października 1944: kpt./mjr Ilia Kajnow
- 27 października 1944 – 27 marca 1945: cz.p.o.  mjr Władfimir Zinow
- 27 marca 1945 – 30 grudnia 1945: mjr Iwan Malinowski